# Безенгійський льодовик

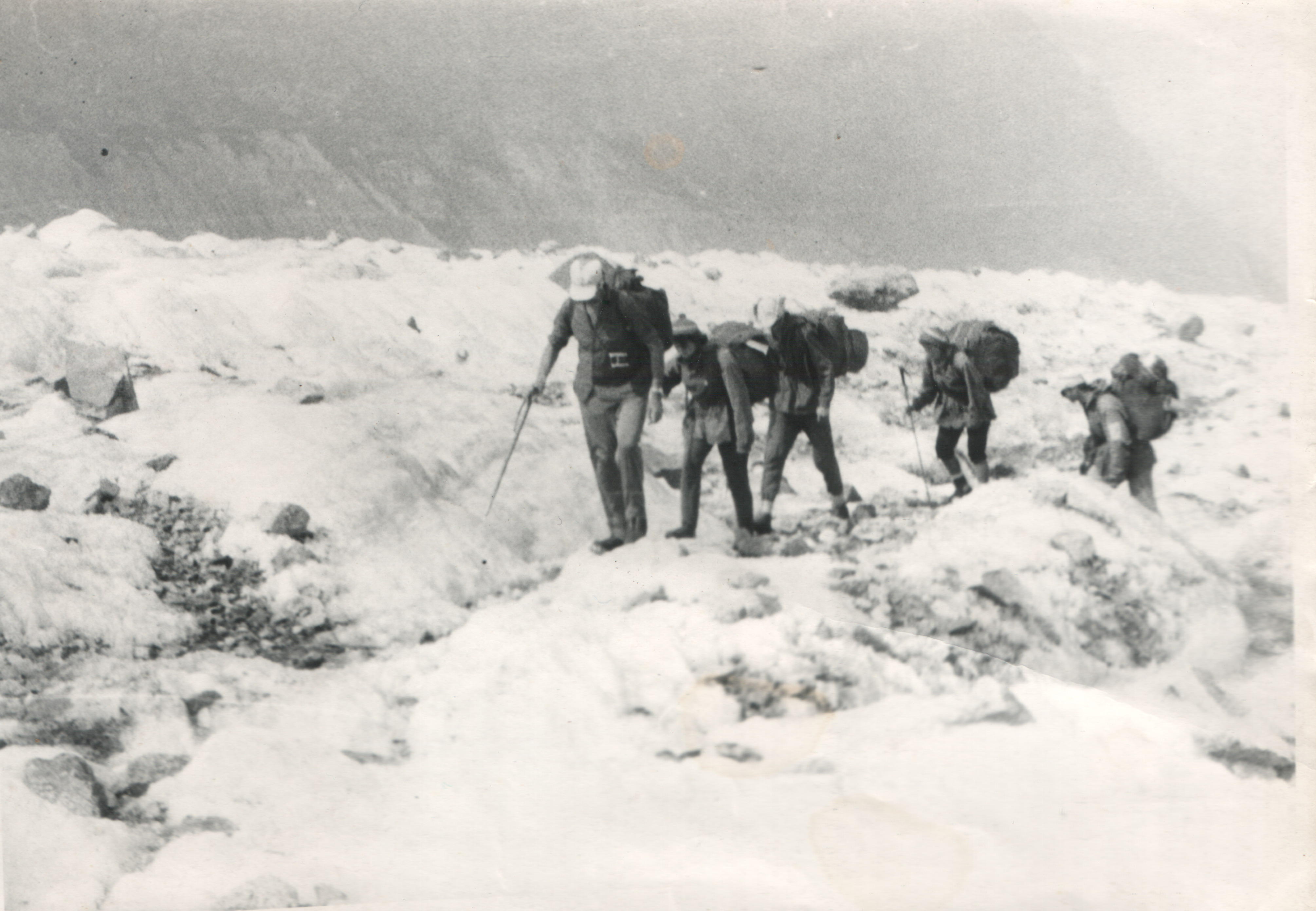
Кавказ. Група українських альпіністів на Безенгійському льодовику.

Безенгійська ущелина. Вид на Безенгійський льодовик з привалу туристів.

Безенгійський льодовик — гірський льодовик на північному схилі Великого Кавказу.

## Опис
Спускається від вершин Безенгійської стіни — безпосередньо Шхари і Джонгі-Тау до висоти 2000 м. Язик льодовика майже весь вкритий мореною довжиною 9 км. Льодовик дає початок р. Чорек-Хуломський басейну р. Баксан.
Район льодовика Безенгі є одним з найкрасивіших місць Кавказу c високими сніговими вершинами гір. Центральний район Головного Кавказького Хребта. За умовами сходження — це найсуворіший район Кавказу. Також це дуже віддалений високогірний район, далекий від цивілізації. Тут випадає найменша кількість твердих опадів у порівнянні з іншими популярними альпіністськими ущелинами.
В районі льодовика Безенгі та оточуючих його хребтів зосереджена велика частина кавказьких п'ятитисячників. У Головному Кавказькому хребті це масив Шхара-Джангітау-Катині, останній з яких лише трохи не дотягує до п'яти тисяч. Ця ділянка хребта обривається на північ крутими схилами, які отримали назву «Безенгійська стіна». Льодовик Безенгі відокремлює Безенгійську стіну від іншого масиву — Міжіргі, що складається також з п'ятитисячників Дих-тау, пік Пушкіна, Міжіргі. Трохи східніше, трохи осторонь, лежить масив Коштан.
У верхів'ях льодовика розташовані Альпійські ночівлі (висота 3200). Нижче — Безенгі (альптабір) (2500 м).

## Інтернет-джерела
- http://www.mountain.ru/expeditions/caucaus/bezengi_travers/tr.htm [Архівовано 15 липня 2013 у Wayback Machine.]